# Navagio

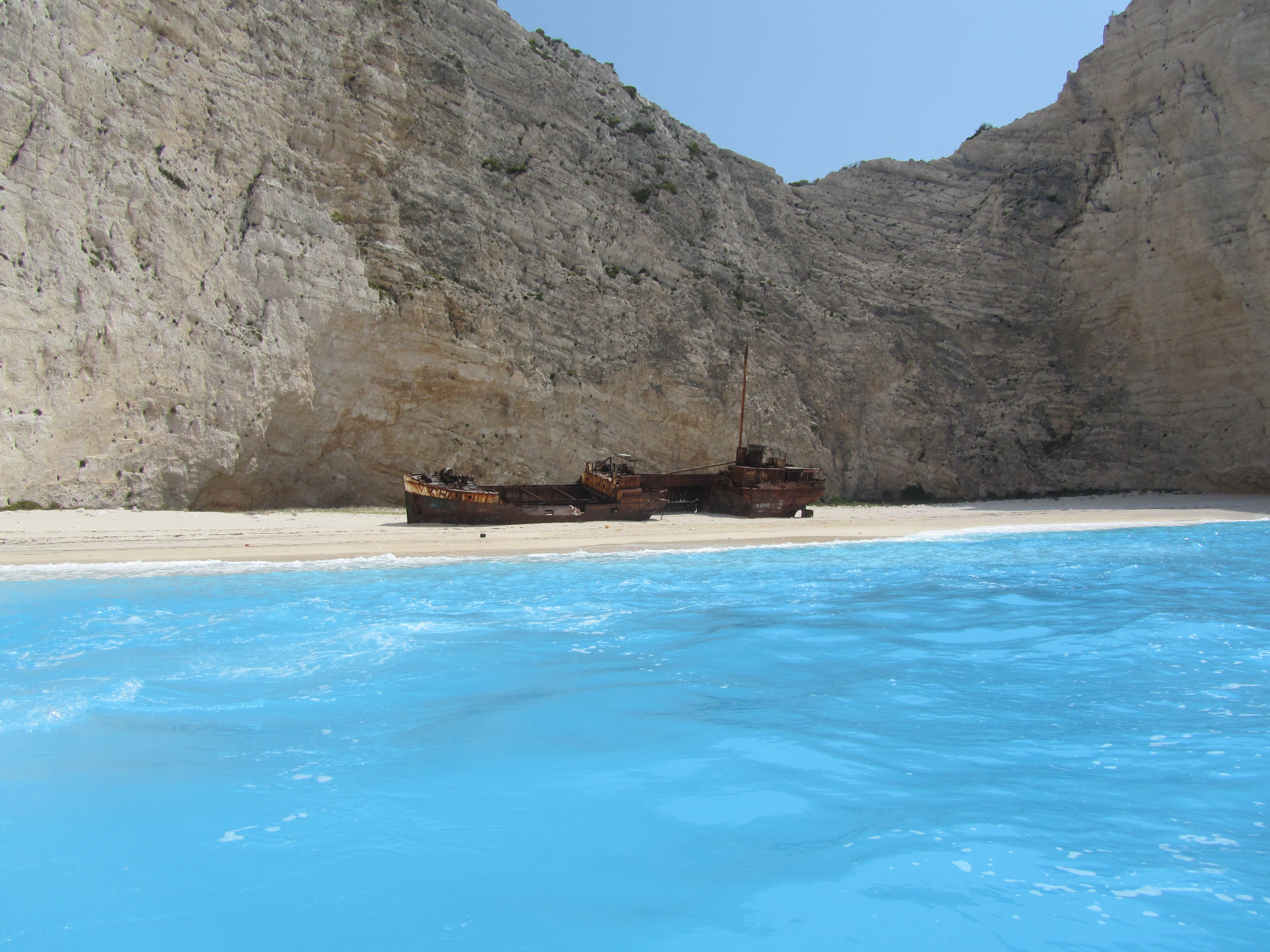
Bãi biển Navagio và xác tàu MV Panagiotis.

Bãi biển Navagio (tiếng Hy Lạp: Ναυάγιο, phát âm là [naˈvaʝio]), hay Bãi Tàu Đắm, là một vịnh nhỏ lộ thiên, đôi khi được gọi là "Vịnh Buôn Lậu", trên bờ biển Zakynthos, thuộc quần đảo Ionian của Hy Lạp. Bãi biển Navagio ban đầu được gọi là Agios Georgios.
Vào ngày 2 tháng 10 năm 1980, tàu lượn MV Panagiotis mắc cạn tại vùng biển xung quanh Đảo Zakynthos trên Bãi biển Navagio trong thời tiết mưa bão và tầm nhìn xấu. Một số tin đồn cho rằng con tàu này đã vận chuyển hàng lậu; tuy nhiên các nguồn tin chính thức đã không xác nhận điều này, và thuyền trưởng không bị kết án vì những tội như vậy. Sau khi thuyền trưởng báo cho nhà chức trách, 29 người dân địa phương đã bị kết tội cướp hàng và thiết bị có giá trị từ con tàu bị đắm. Con tàu bị bỏ hoang và vẫn nằm yên dưới lớp sỏi đá vôi của bãi biển mà ngày nay mang biệt danh Shipwreck. Các tài liệu và hình ảnh của tòa án được công bố gần đây liên quan đến vụ việc đã chứng minh cho câu chuyện của kẻ buôn lậu. Panagiotis bị cáo buộc đã tìm đường từ Thổ Nhĩ Kỳ với một chuyến vận chuyển thuốc lá lậu đến Ý. Gặp phải thời tiết giông bão, con tàu mắc cạn trong vịnh nhỏ, nơi thủy thủ đoàn đã bỏ rơi cô để trốn tránh Hải quân đang truy đuổi.
Đây là địa điểm nổi bật trong bộ phim truyền hình ăn khách Hậu duệ mặt trời của Hàn Quốc, thu hút sự quan tâm của khách du lịch Trung Quốc và Hàn Quốc.
Bãi biển đã bị đóng cửa một thời gian ngắn vào năm 2018, và việc bơi lội cũng như neo đậu thuyền bị cấm, sau khi một mỏm đá phía trên bãi biển sụp đổ làm rơi một lượng lớn đá.
Cũng trong năm 2018, bãi biển được vinh danh là bãi biển tốt nhất thế giới trong cuộc bình chọn của hơn 1.000 nhà báo và chuyên gia du lịch.

## Hình ảnh

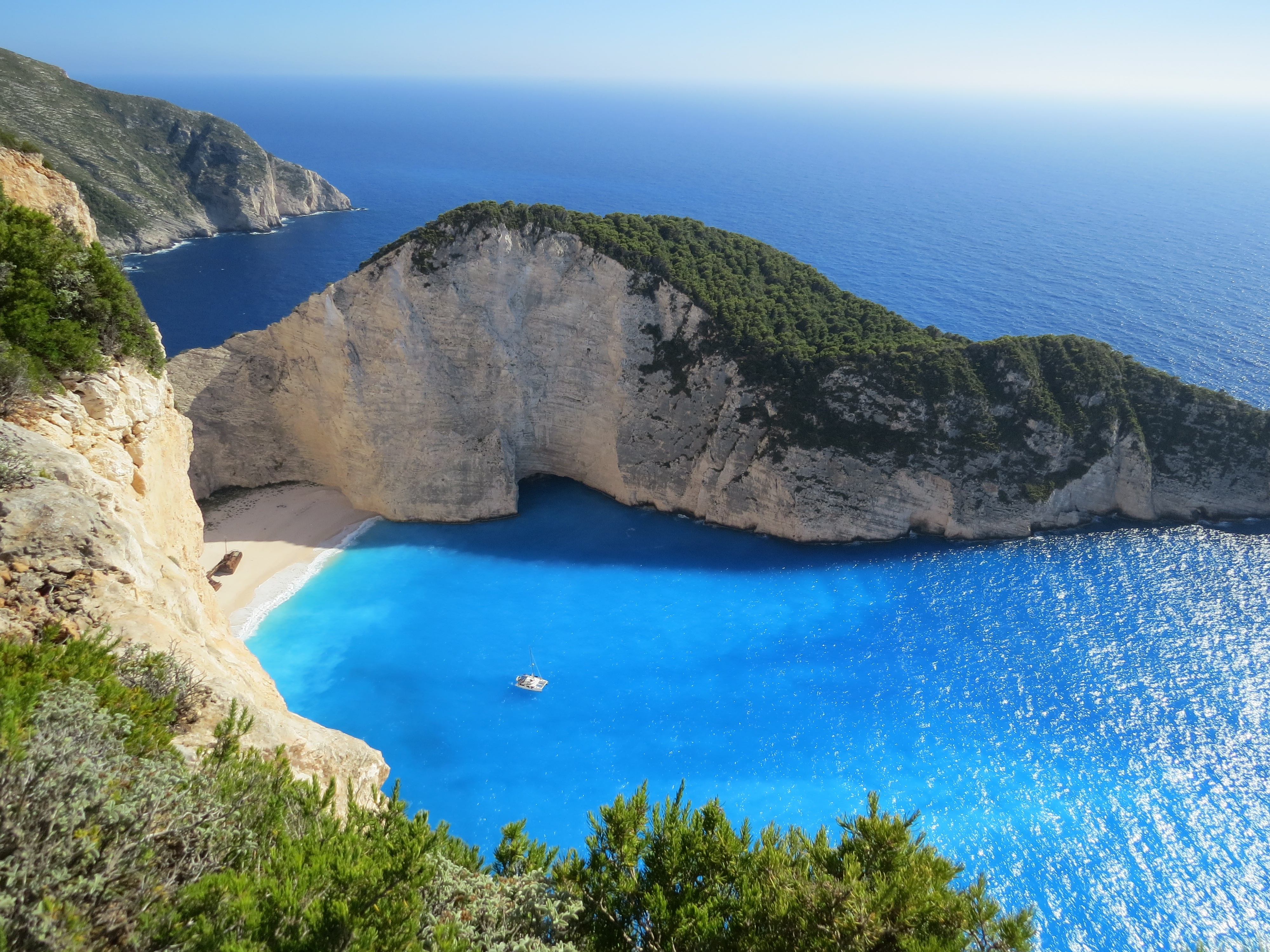
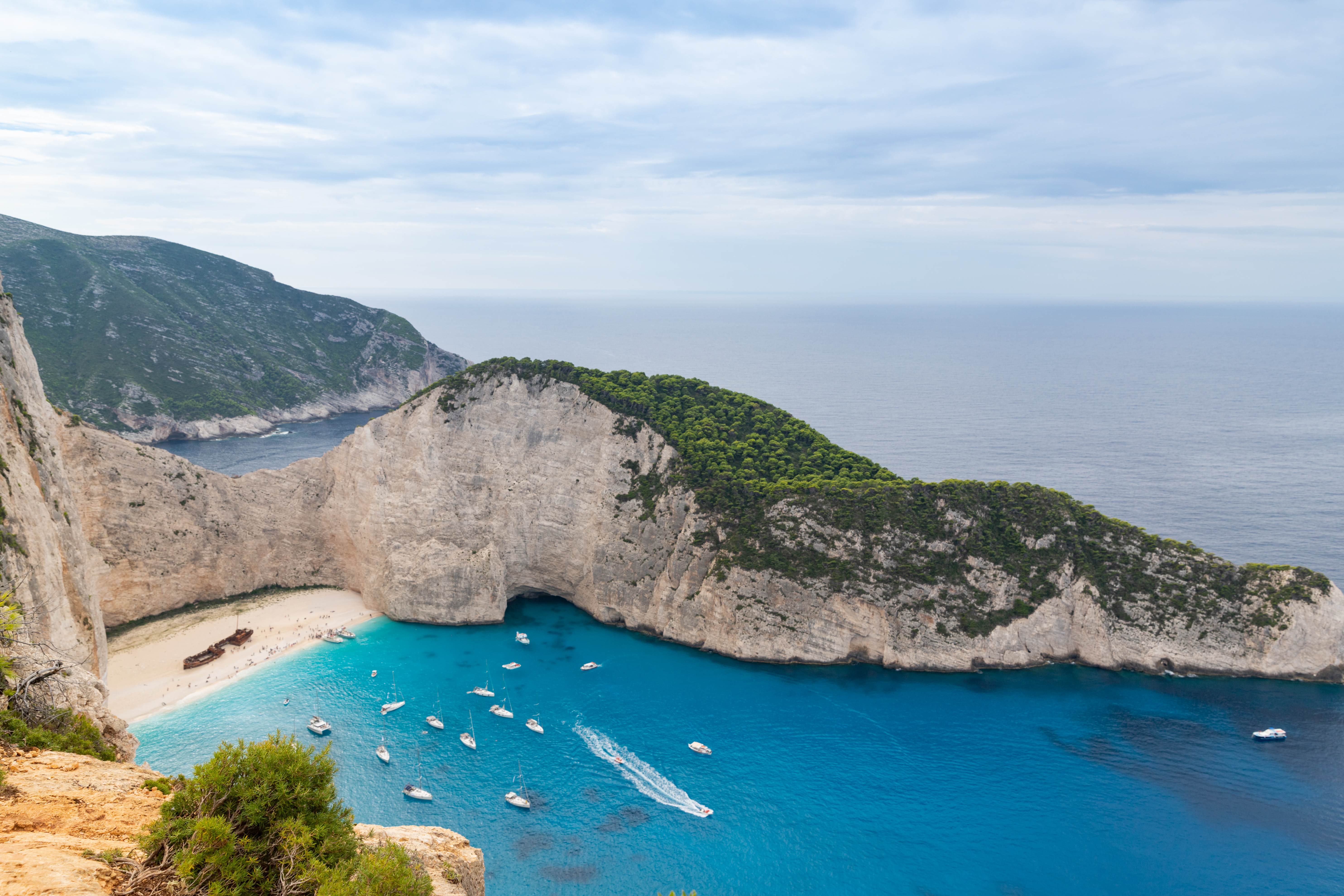
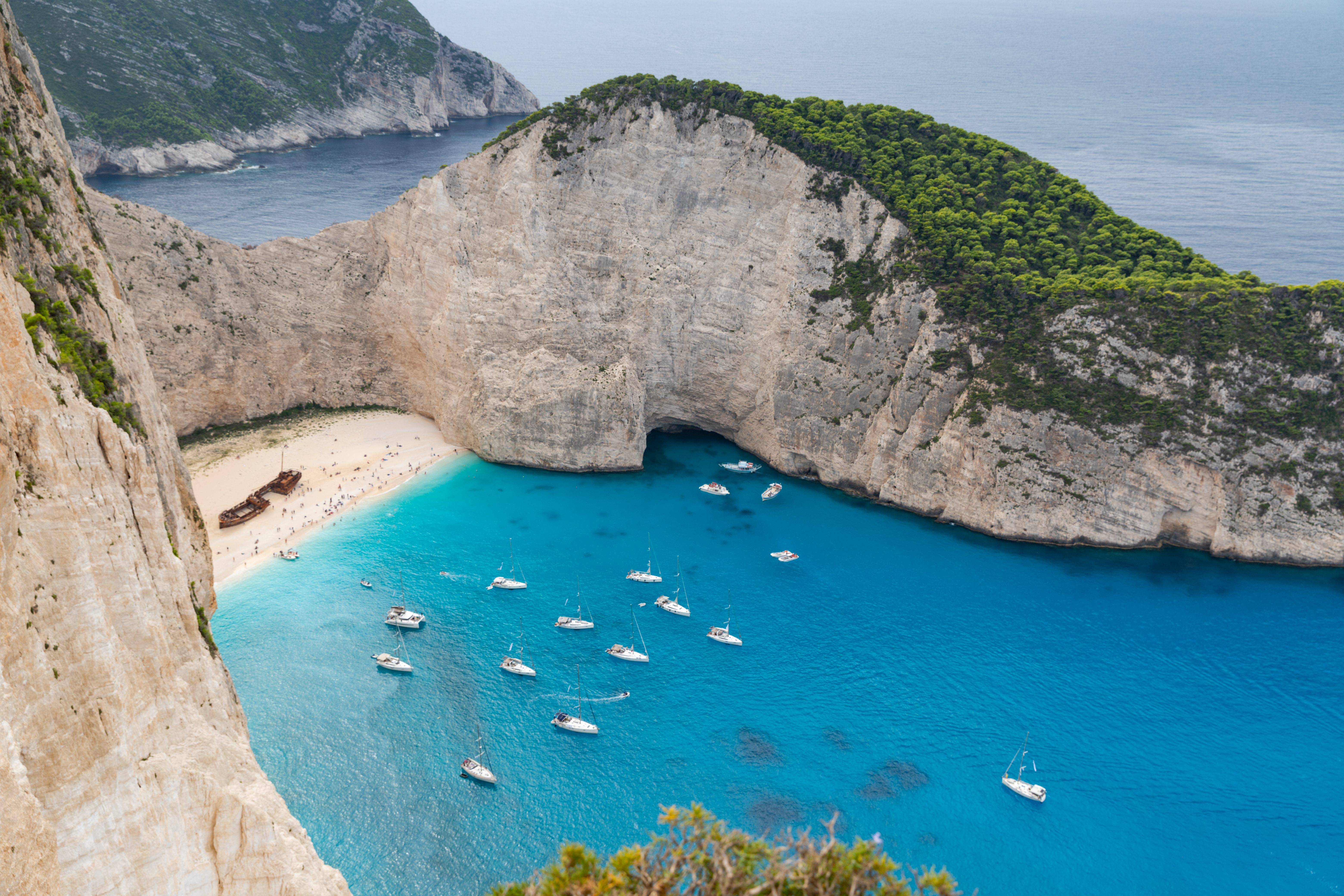
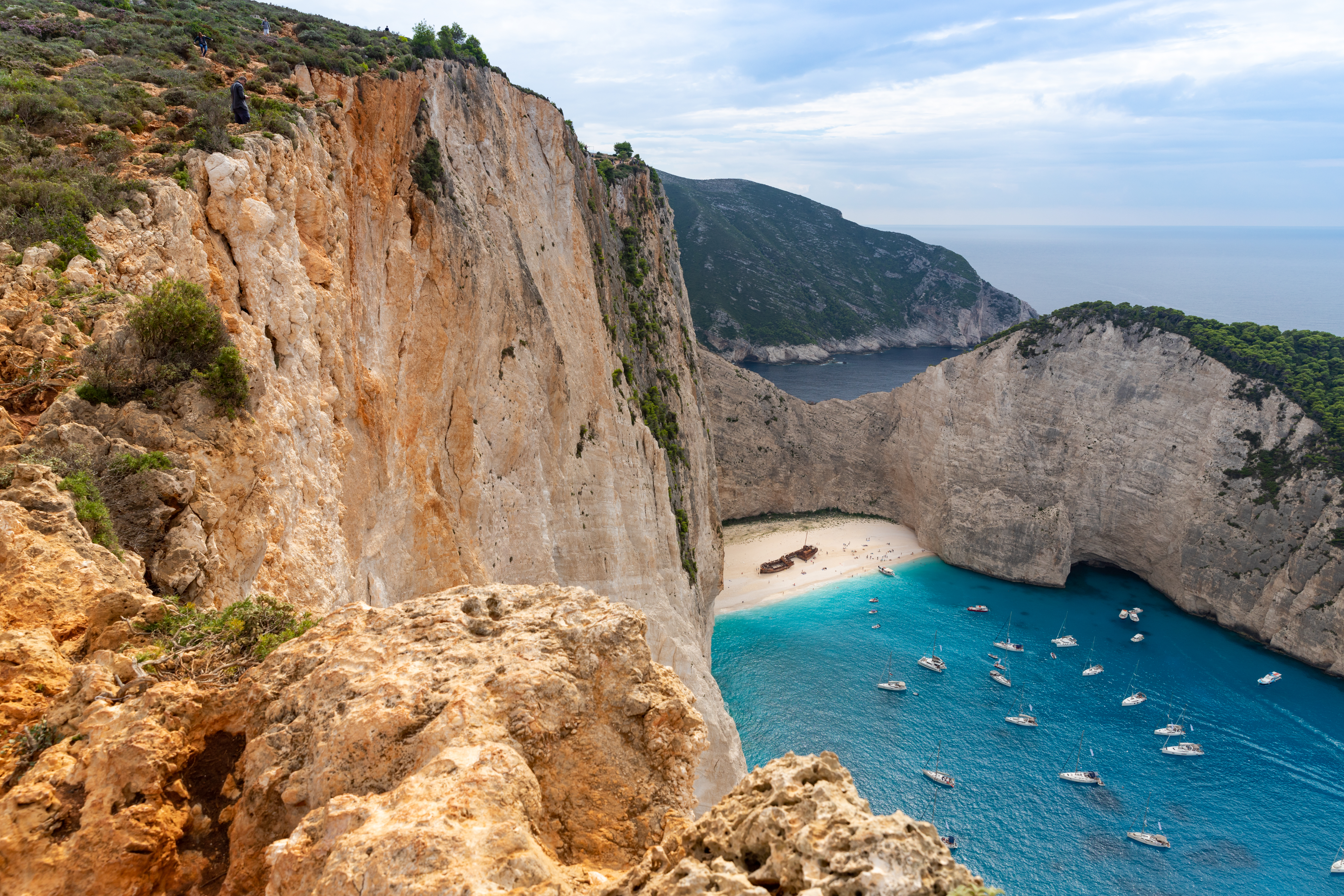
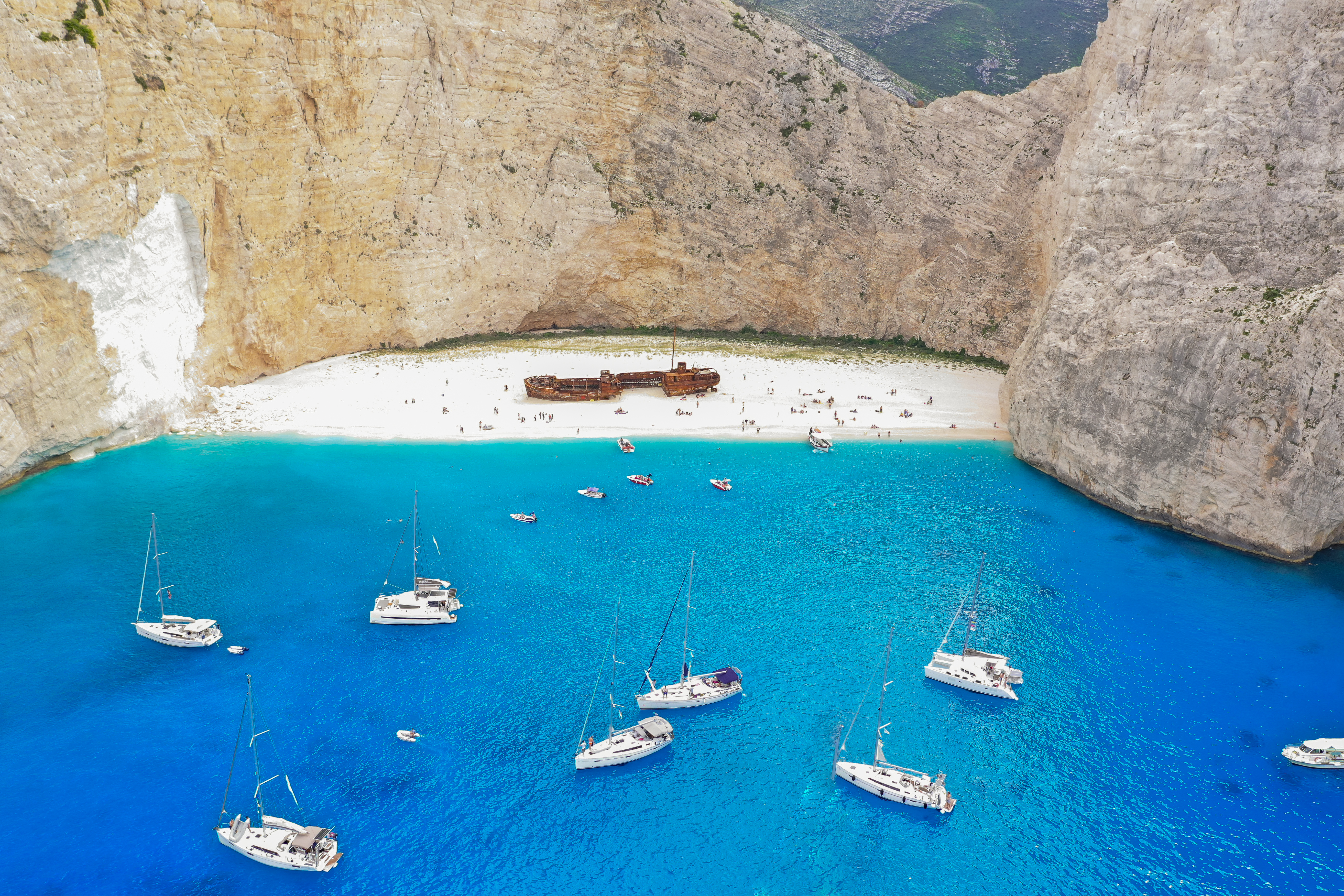
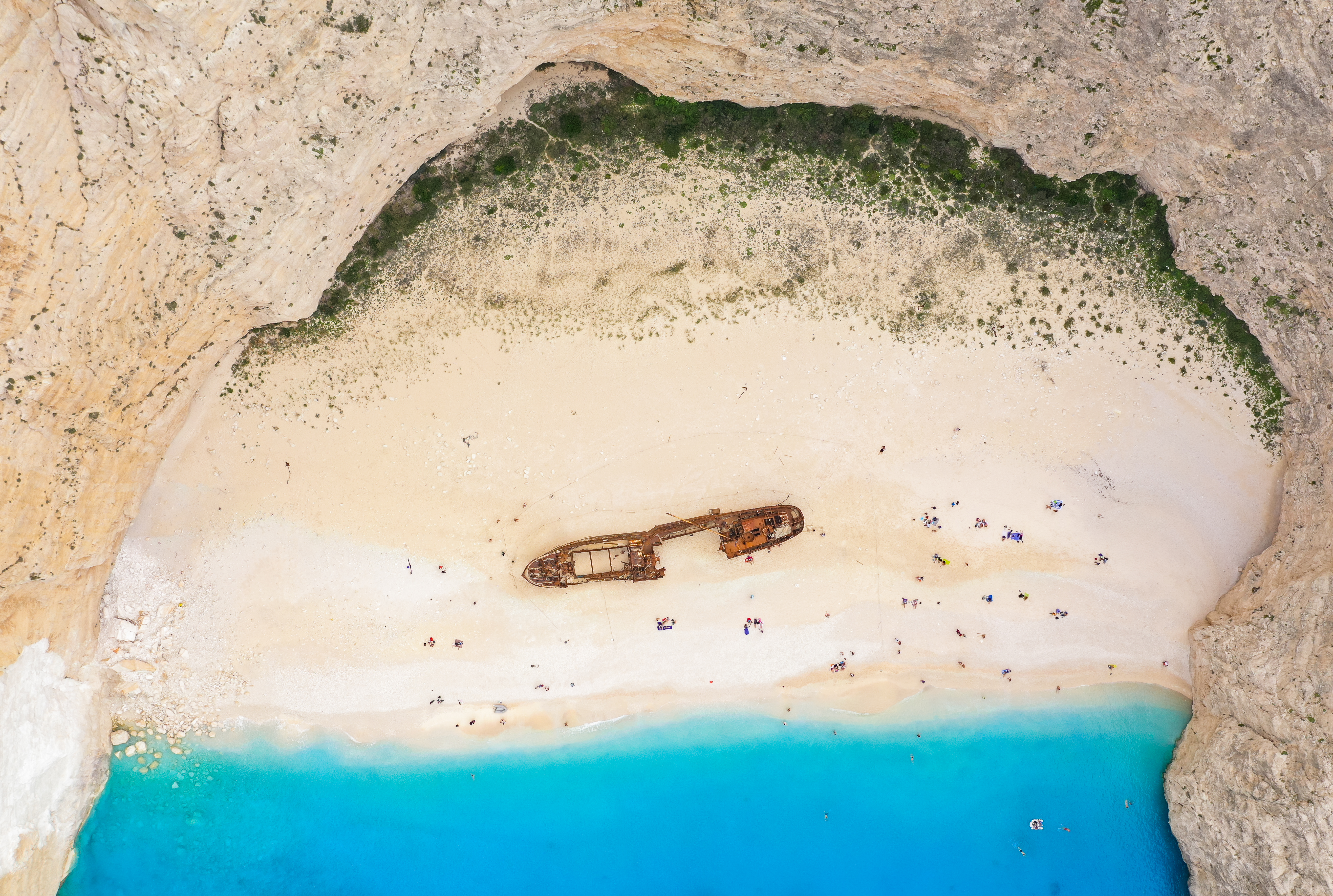
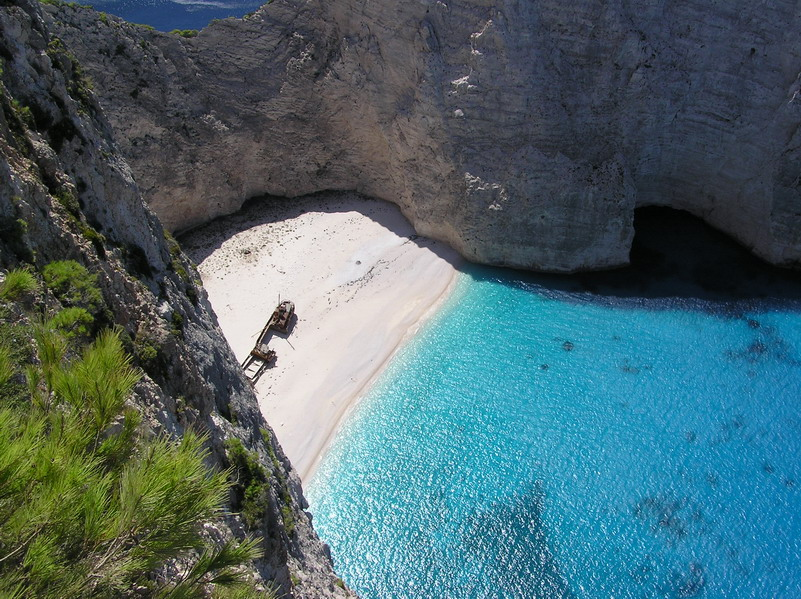
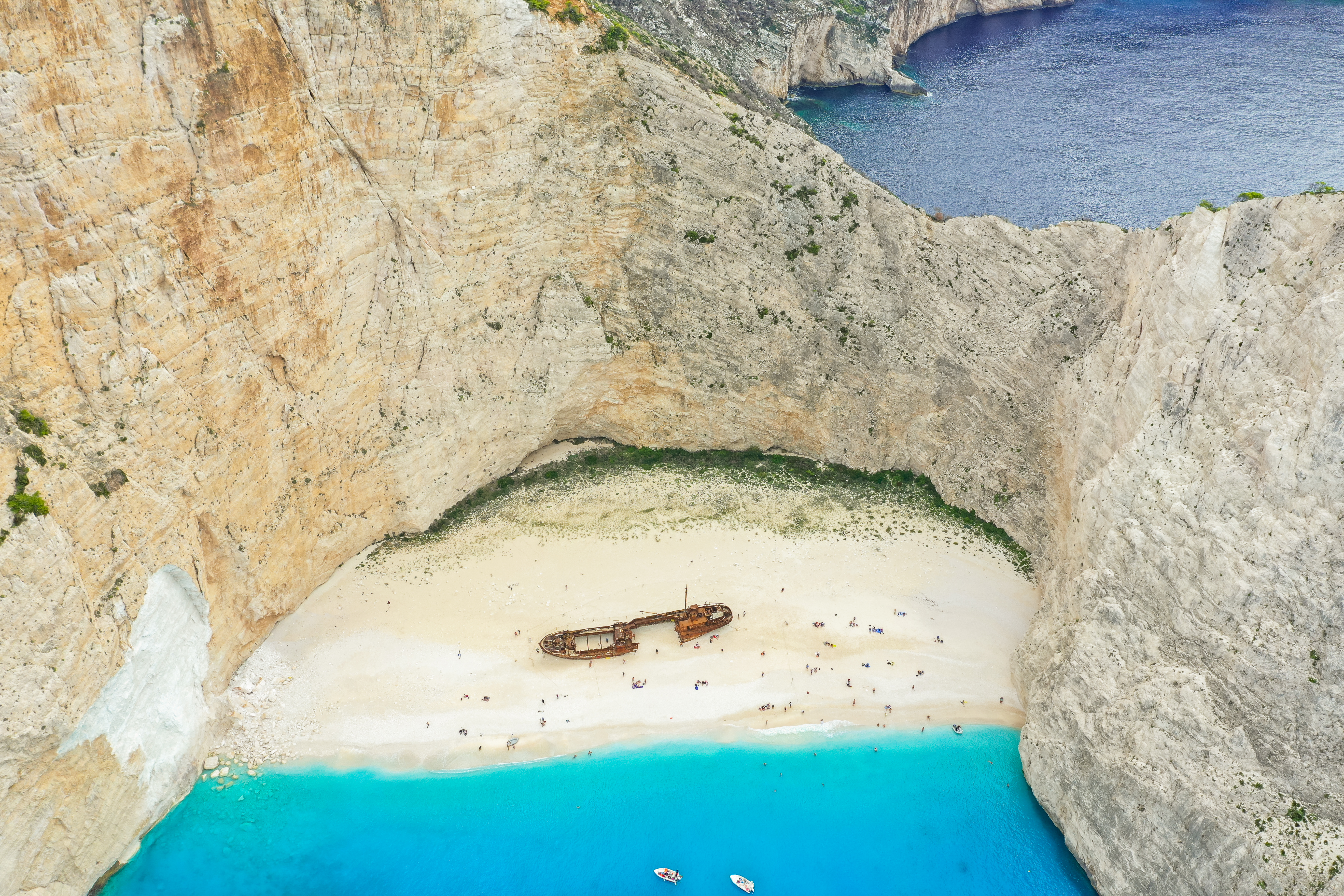
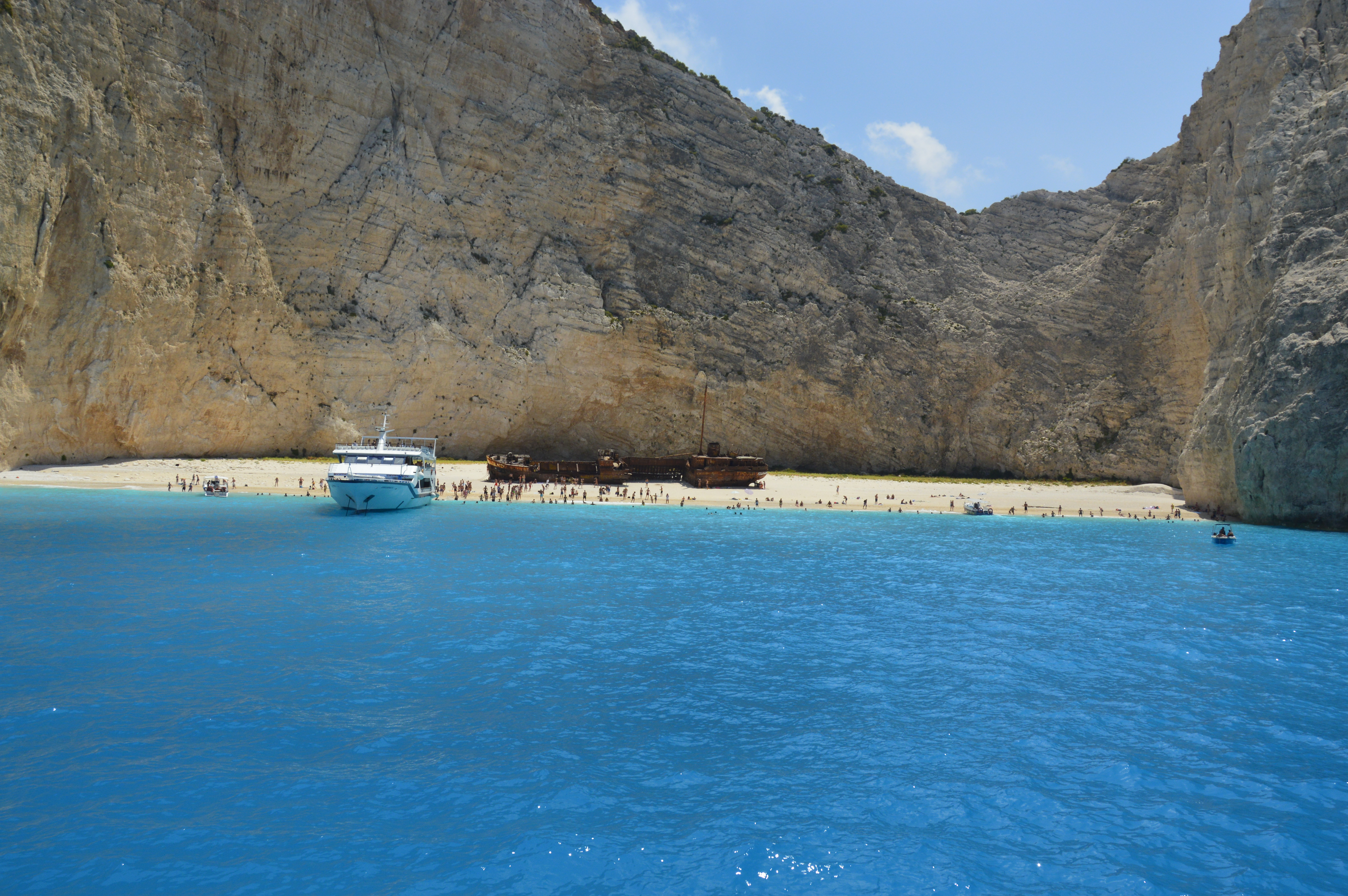
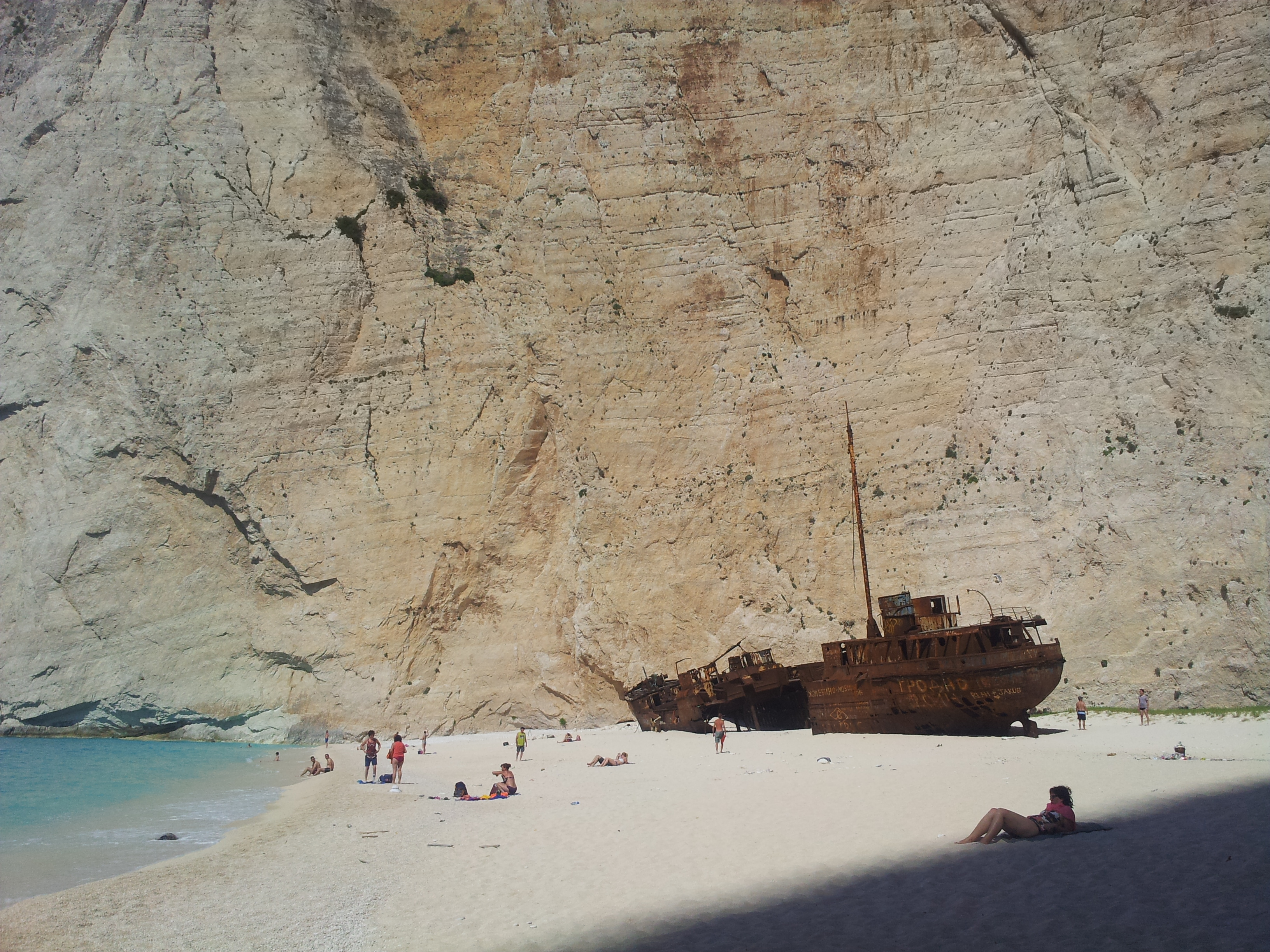
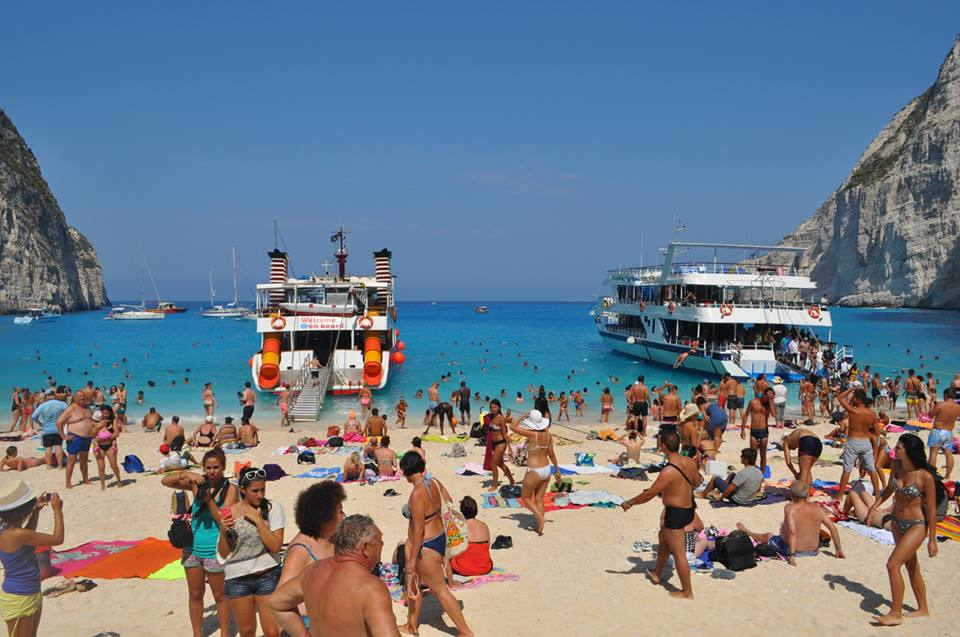
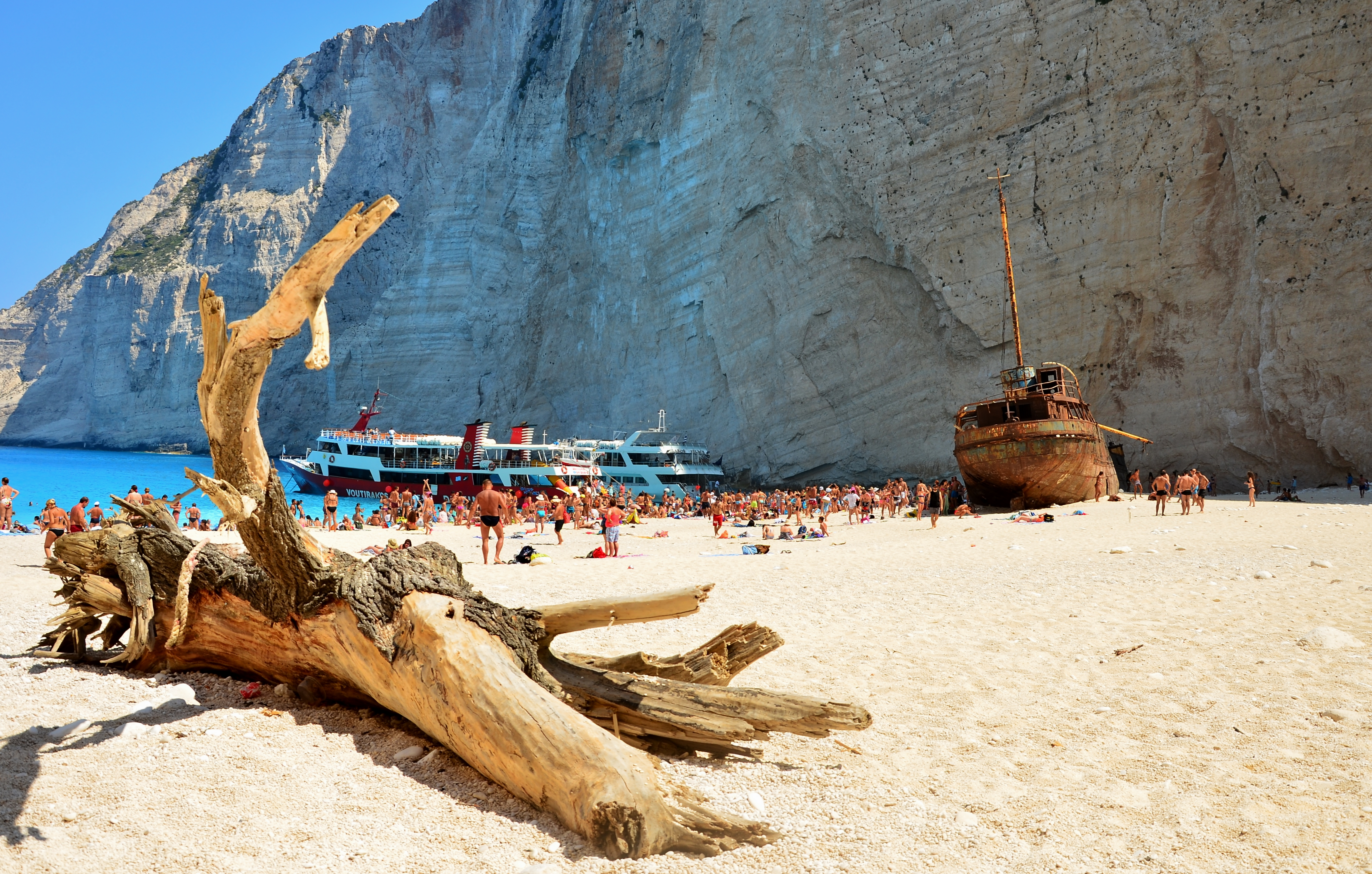